# Entodon suberythropus
Entodon suberythropus är en bladmossart som beskrevs av C. Müller 1879. Entodon suberythropus ingår i släktet Entodon och familjen Entodontaceae. Inga underarter finns listade i Catalogue of Life.